# Dupeljne
Dupeljne – wieś w Słowenii, w gminie Lukovica. W 2018 roku liczyła 67 mieszkańców.